# قلعة ديري
تقع قلعة ديري شمال مدينة أربيل بحدود 40 كم على يسار الطريق الواصل بینها وبین داره بزماره، وإلى شمال غرب قرية ديري ولهذا سميت باسمها.

## نبذة
تشير المصادر التاريخية إلى أن تاريخ التل الذي بنيت عليه القلعة يعود إلى الألف الأول قبل الميلاد. أما تاريخ القلعة فيقول المؤرخون انها قد شيدت ربما بأمر من والد الأمير محمد رواندوزي بهدف حماية المنطقة، ولاسيما طرق القوافل التي تمر بها والاستفادة منها كخط للحماية والدفاع عن إمارة دوين وحرير.
توجد إلى الأسفل من التل باتجاه الجنوب الشرقي بقايا مسجد وجدران لوحدات سكنية تعود بالأصل لقرية مجاورة للقلعة ومعاصرة لها بدلیل تشابه مواد البناء واساليب بناء الجدران 

## هيكلية القلعة
بنيت القلعة على التل بارتفاع 30 م ويتخذ تخطيط القلعة شكلا سداسيا غير منتظم ويتكون من سور مزود بستة أبراج أسطوانية، يحف بفناء واسع وقاعة مستطيلة وخمس غرف وبئر للماء وكان يحتوي على المياه خلال عقد السبعينات من القرن العشرين، بالإضافة إلى مدخلين في كل من جهتها الشرقية والغربية، ولقد شيدت القلعة من الحجارة غير المهندمة والنورة.